# Isole Tuamotu
Le Tuamotu o Arcipelago delle Isole Tuamotu (Francese : Îles Tuamotu, ufficialmente Archipel des Tuamotu) sono un gruppo di isole e atolli della Polinesia Francese. Formano la più grande catena di atolli nel mondo, occupando un'area dell'Oceano Pacifico pari all'Europa occidentale. Le Isole Tuamotu erano inizialmente abitate da Polinesiani con cui condividono cultura e lingua.

## Geografia antropica

### Suddivisioni amministrative
La Polinesia francese è un gruppo di isole semi-autonome con lo status di paese d'oltremare della Francia. Le Tuamotu insieme alle Isole Gambier forma le Îles Tuamotu-Gambier, che è una delle cinque Divisioni amministrative della Polinesia Francese.
Le Tuamotu sono raggruppate in sedici comuni: Anaa; Arutua; Fakarava; Fangatau; Hao; Hikueru; Makemo; Manihi; Napuka; Nukutavake; Pukapuka; Rangiroa; Reao; Takaroa; Tatakoto; e Tureia.

#### Divisioni Elettorali
I comuni delle Tuamotu sono parte di due differenti distretti elettorali (circonscriptions électorales) rappresentati nell'Assemblea della Polinesia Francese. Il Distretto Îles Gambier et Tuamotu Est comprende il comune di Gambier e undici comuni nelle Tuamotu orientali: Anaa; Fangatau; Hao; Hikueru; Makemo; Napuka; Nukutavake; Pukapuka; Reao; Tatakoto; and Tureia. Gli altri cinque comuni nelle Tuamotu occidentali (Arutua; Fakarava; Manihi; Rangiroa; and Takaroa) formano il distretto elettorale Îles Tuamotu Ouest.

## Società

### Evoluzione demografica

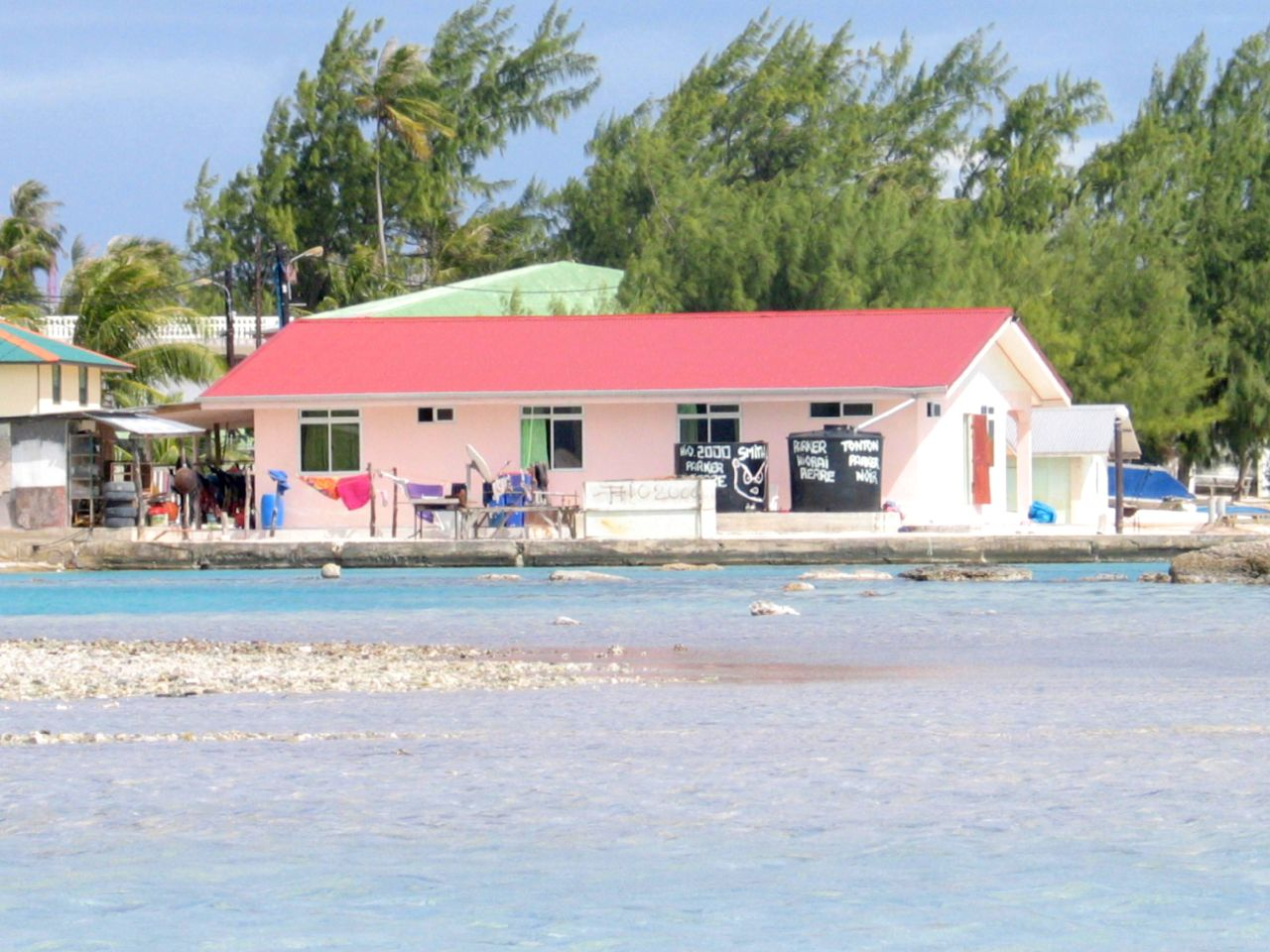
Tipica vista sul mare delle Tuamotu.

In base al censimento del 2012, le Tuamotu (insieme alle Isole Gambier) hanno una popolazione di 16.831 abitanti (15.862 nel 2002, 8.100 nel 1983). Tra questi, 769 abitanti vivono in raggio di 400 miglia nautiche intorno a Moruroa e a Fangataufa, i siti dei test nucleari francesi.
La lingua comune parlata nelle Tuamotu è il Tuamotuano, tranne a Puka-Puka dove viene usato il Marchesano. Le Isole Gambier usano il Mangarevano.

## Economia
L'economia dell'isola è prevalentemente basata sull'agricoltura di sussistenza. Le fonti alternative più importanti di guadagni sono la coltivazione delle perle nere e la produzione di copra. I guadagni portati dal turismo sono scarsi, specialmente se comparati all'industria del turismo proveniente dalle Isole della Società. Una modesta industria turistica è presente sugli atolli di Rangiroa e di Manihi, destinazioni di chi ama lo scuba diving e lo snorkeling.

## Geografia
Contrariamente alla vasta area coperta dall'arcipelago, copre una superficie terrestre di soli 885 km². Il clima è tropicale caldo, senza grandi variazioni termiche tra le stagioni. La temperatura media annuale è intorno ai 26 °C. Le fonti d'acqua come laghi e fiumi sono assenti, lasciando nei bacini di pioggia l'unica fonte di acqua dolce. La caduta media annuale di pioggia è di 1400 mm. La caduta di pioggia non presenta grandi differenze durante l'anno, anche se è minore durante i mesi di settembre e novembre.
La stabilità geologica dell'arcipelago è alta, ed è stato creato dalla debolmente attiva Zona di frattura dell'Isola di Pasqua. Non c'è mai stata traccia di alcuna eruzione vulcanica.

## Geologia
Tutte le isole sono "isole basse", parte di una barriera corallina. Makatea, a Sud-Ovest, è una delle tre grandi rocce di fosfati dell'Oceano Pacifico. Le altre sono Banaba nelle Kiribati, e l'isola nazione di Nauru. Anche se geograficamente parte delle Tuamotu, le Isole Gambier, nel estremo Sud-Est dell'arcipelago, sono geologicamente e culturalmente distinte.
Nel Nord-Ovest dell'arcipelago, Taiaro, una atollo a forma di anello, possiede un raro esempio di barriera corallina dentro una laguna completamente chiusa. L'atollo diventò Patrimonio Mondiale dell'Umanità dell'UNESCO come Riserva della biosfera nel 1977.

## Storia

Bandiera delle Isole Tuamotu

La storia primitiva delle isole è per gran parte avvolta nel mistero. Le spedizioni archeologiche sulle isole hanno portato alla conclusione che gli abitanti del Tuamotu arrivarono dalle Isole della Società nel 700 circa. Sulle isole di Rangiroa, Manihi e Mataiva, ci sono piattaforme galleggianti cerimoniali (chiamate marae) fatte con blocchi di coralli, anche se la loro età è sconosciuta.
L'imperatore Tupac Inca Yupanqui dell'Impero Inca avvistò le isole durante una spedizione di 10 mesi nel Pacifico intorno al 1480.
Gli arrivi europei iniziarono con Ferdinando Magellano, durante la circumnavigazione del globo nel 1521. 
La sua visita fu seguita da:
- Pedro Fernandes de Queirós, marinaio portoghese nel 1606;
- Willem Schouten e Jacob Le Maire, marinai olandesi nel 1616;
- Jacob Roggeveen (che fu anche il primo ad avvistare l'Isola di Pasqua) nel 1722;
- John Byron nel 1765;
- Louis Antoine de Bougainville nel 1768;
- James Cook durante il suo primo viaggio nel 1769;
- Domingo de Bonechea nel 1774
- Otto von Kotzebue, navigatore tedesco, al servizio degli zar russi, nel 1815.

Nessuna di queste visite ebbe conseguenze politiche, in quanto le isole facevano parte dei domini della dinastia Pomare di Tahiti.
La prima missione cristiana arrivò all'inizio del XIX secolo. I mercanti portarono le perle dell'isola ai mercati europei nel tardo XIX secolo, facendone una preda ambita. La Francia forzò all'abdicazione il re Pomare V di Tahiti e reclamò le isole senza prenderne ufficialmente possesso.
Robert Louis Stevenson e Fanny Vandegrift Stevenson viaggiarono tra le Paumotu sullo yacht Casco nel 1888; un racconto del loro viaggio fu pubblicato con il nome di Nei mari del Sud. Jack London scrisse una storia, "Il seme di McCoy", basata su un incidente del 1900 quando una nave in fiamme, la Pyrenees, si spiaggiò tranquillamente su Mangareva. Nella storia di London, la nave salpò da Mangareva e attraversò le Tuamotu prima di arrivare su Fakarava.
Le Tuamotu hanno fatto notizia nel mondo nel 1947, quando l'archeologo Thor Heyerdahl, salpato dal Sud America, raggiunse Raroia sulla sua zattera Kon-Tiki. Più recentemente le isole furono luogo di test nucleari Francesi sugli atolli di Moruroa e Fangataufa.

## Gruppi di isole
L'arcipelago delle Tuamotu comprende undici gruppi di isole e atolli:

### Isole Acteon
- Matureivavao
- Tenararo
- Tenarunga
- Vahanga

### Isole della Delusione
- Puka-Puka
- Napuka
- Tepoto Nord

### Isole del Duca di Gloucester
- Hereheretue
- Anuanuraro
- Anuanurunga
- Nukutepipi

### Isole di Re Giorgio
- Ahe
- Manihi
- Takaroa
- Takapoto
- Tikei

### Isole Gambier Esterne
- Marutea Sud
- Maria
- Morane
- Temoe

### Isole Gambier Orientali
- Fangatau
- Fakahina
- Tatakoto
- Akiaki
- Vahitahi
- Nukutavake
- Vairaatea
- Pinaki
- Reao
- Pukarua
- Vanavana
- Tureia
- Tematangi
- Moruroa
- Fangataufa

### Isole Hao
- Tehuata
- Tauere
- Amanu
- Hao
- Paraoa
- Nengo Nengo
- Manuhangi
- Ahunui

### Isole Hikueru
- Tekokota
- Hikueru
- Reitoru

### Isole Due Gruppi
- Marokau
- Ravahere

### Isole Palliser
- Fakarava
- Niau
- Toau
- Arutua
- Apataki
- Kaukura
- Mataiva
- Tikehau
- Rangiroa
- Makatea

### Isole Raevsky
- Anaa
- Faaite
- Tahanea
- Motutunga
- Takume
- Raroia
- Taenga
- Nihiru
- Makemo
- Katiu
- Tuanake
- Hiti
- Tepoto Sud
- Marutea Nord
- Haraiki
- Aratika
- Kauehi
- Taiaro
- Raraka

Un gruppo di isole a volte considerato parte delle Tuamotu è:
- L'Arcipelago delle Gambier: Akamaru; Angakauitai; Aukena; Kamaka; Kouaku; Makapu; Makaroa; Mangareva; Manui; Mekiro; Papuri; Puaumu; Taravai; Tokorua; Totengengie.